# Districtul Ouled Khoudir
Ouled Khoudir este un district din provincia Béchar, Algeria.